# 1996年のエベレスト大量遭難
1996年のエベレスト大量遭難（1996ねんのエベレストたいりょうそうなん、英称；1996 Mount Everest disaster ）は、1996年5月に起きたエベレスト登山史上有数の遭難事故の一つ。5月10日に起きた嵐の影響で8人の登山家が死亡し、その前後も含めると春の登山シーズン中に12人が死亡した。2014年4月18日に雪崩のため16人が死亡する事故（2014年のエベレスト雪崩事故）が発生するまでは、エベレスト登山史上最悪の遭難事故とされていた。

## 背景
1953年の初登頂と、それに続くバリエーションルート（より困難な攻略）への冒険家達や国家的プロジェクトによる挑戦が一巡すると、エベレストは経験を積んだ登山家の攻略対象ではなくなり商業化が進むことになった。
特に1985年に実業家ディック・バスがガイドによる全面サポートを受けた登頂に成功し、その過程を記した「セブン・サミット」を出版すると富豪や高所得者による七大陸最高峰の人気が沸騰。1990年代半ばには公募隊による登山が主流となり、アマチュア登山家であっても必要な費用を負担すれば容易にエベレスト登山に参加できるようになった。あらかじめシェルパやガイドによるルート工作や荷揚げが行われるため、本来なら必要であった登攀技術や経験を持たないまま入山する登山者が現れるとともに、ルートが狭い場所においては登山家が渋滞し、長時間待つようなことも増えた。

## 遭難に至る経緯
1996年、ニュージーランドのアドベンチャー・コンサルタンツ社は、1人65,000ドルでエベレスト営業公募隊を募集した。探検家のロブ・ホールが引率して、世界中のアマチュア登山家と共に5月10日に登頂を果たすというツアーで、いわゆる商業登山隊（ガイド3名・顧客9名）であった。日本人の難波康子も参加した。他にもスコット・フィッシャー（英語: Scott Fischer）が引率するマウンテン・マッドネス社公募隊も行動を共にすることになった。参加者の中には、本来登山には必要ない大量の資材を持ち込んだり、不適切な性交渉を行う参加者がおり、ガイドやシェルパの負担は小さくなかった。荷揚げの時点でマウンテン・マッドネス社の主力シェルパ、ナワン・トプチェが高所性肺水腫によって重体となり、この処理にシェルパ頭のロブサンが当たったため負担はさらに増加した。
スコット・フィッシャーの隊には、サブガイドとしてロシア人のアナトリ・ブクレーエフ（英語: Anatoli Boukreev）が初参加した。ブクレーエフはガイドとして十分な仕事をせず、隊長のスコット・フィッシャー自ら体調不良者をベースキャンプに送り返す等の労働に従事することになり、登頂前すでにスコット・フィッシャーは疲労困憊となっていた。また、顧客の一人レーネ・ギャメルガードが数度にわたり無酸素登頂を要請したが、これを撥ねつけたため険悪な空気が醸成されていた。
技術、体力ともに稚拙なメンバーの牽引に人手を割かれたことで予定していた山頂までのルート工作が完成しておらず、山頂に向かった人間は予定外の待機や作業によって酸素、体力とも大幅に消耗していた。また、渋滞を避けるために登頂日を分ける事前の取り決めに非協力的な態度を取った南アフリカ隊や、一旦合意しておきながら翻意する台湾隊もおり混乱が始まっていた。
難波は登山技術と英会話能力に幾分か問題があったようだが、5月10日にサウスコルルートからアタックし登頂に成功した。これによって同じルートで登頂に成功した田部井淳子に続き、難波は日本人女性で2人目のエベレスト登頂者、及び七大陸最高峰の登頂者となった。しかし、登頂を果たした時間は、引き返す約束の14時を1時間過ぎた15時であった。引き返す約束の14時を過ぎて、ロブ・ホールとともに16時30分に登頂したメンバーも2名いたが、2名とも遭難死している。頂上近くはルートが限られ、他の台湾の公募隊なども加わり、絶壁を越えるような難所では渋滞が発生し時間を浪費した。隊長のスコット・フィッシャーは自己責任を強調し、14時というリミットには寛容であった。一方、ロブ・ホールは頂上が前に見えていても14時になったら引き返すように参加者に強く指導していた。

## 登山隊の主なメンバー

### アドベンチャー・コンサルタンツ隊
ガイド
- ロブ・ホール（死亡） - 隊長・筆頭ガイド
- マイク・グルーム（英語版） - ガイド
- アンディ・ハリス（死亡） - ガイド
- アン・ドルジェ - シェルパ頭

顧客
- ダグ・ハンセン（死亡） - 郵便局員。前年には頂上手前で断念。
- 難波康子（死亡） - Fedex社員。七大陸最高峰のうち六峰に登頂していたが、いずれも加藤保男、長谷川恒男などに引率されたガイド登山だった。
- ジョン・クラカワー - ジャーナリスト（世界的ベストセラーとなり映画化もされたノンフィクション『荒野へ』を遭難した1996年に出版）、アウトドア誌『アウトサイド』執筆者。クライミング経験は豊富だが8,000m峰の経験はなかった。
- ベック・ウェザーズ（英語版） - 病理学医。七大陸最高峰のいくつかに登頂していたが、8,000m峰の経験はない。
- スチュアート・ハッチスン - 心臓専門医。K2、ブロード・ピークなど8,000m峰の経験あり（ヒラリー・ステップの渋滞のため途中で下山）。
- ルー・カシシケ - 弁護士。七大陸最高峰のうち六峰に登頂（ヒラリー・ステップの渋滞のため途中で下山）。
- ジョン・タースケ - 麻酔科医。8,000m峰の経験なし（ヒラリー・ステップの渋滞のため途中で下山）。
- フランク・フィッシュベック - 出版業者。過去にエベレスト登頂を3度断念。（南峰まで到達するが体調不良のため途中で下山）

### マウンテン・マッドネス隊
ガイド
- スコット・フィッシャー（死亡） - 隊長・筆頭ガイド。
- ニール・ベイドルマン - ガイド。サウス・コルのビバーク地点からキャンプ4に帰還。
- アナトリ・ブクレーエフ - ガイド。
- ロブサン・ザンブー - シェルパ頭。

顧客
- マーティン・アダムス - パイロット。七大陸最高峰のうち三峰に登頂。サウス・コルのビバーク地点からキャンプ4に帰還。
- レーネ・ギャメルガード（英語版） - デンマークの弁護士、精神療法医。サウス・コルのビバーク地点からキャンプ4に帰還。
- シャーロット・フォックス - スキーパトロール。コロラド州の全高峰踏破、ガッシャーブルムII峰、チョ・オユー遠征の経験あり。サウス・コルのビバーク地点から救助。
- ティム・マッドセン - スキーーパトロール。コロラド、カナディアンロッキーの登山経験は豊富なものの8000m峰の経験は無し。サウス・コルのビバーク地点から救助。
- サンディ・ヒル・ピットマン（英語版） - ファッションジャーナリスト。七大陸最高峰のうち六峰に登頂。サウス・コルのビバーク地点から救助。
- クレフ・ショーニング - ピート･ショーニングの甥。スキー滑降選手で8000m峰の経験は無し。
- ジェイン・ブロウメット - ジャーナリスト。
- ピート・ショーニング（英語版） - 登山家。ニコラス･クリンチ隊の精鋭メンバーとしてガッシャーブルムI峰、ビンソン・マッシーフに初登頂。「K2のビレイの6人」として米国登山界でも伝説的な存在（不整脈のため途中で登山を中止）
- デイル・クルーズ - 歯科医。フィッシャーの友人（高所性脳水腫のため登山を中止）

### 台湾隊
- 高銘和（通称：マカルー・ガウ） - 隊長
- ミンマ・ツィリ - シェルパ
- ニマ・ゴンブ - シェルパ

台湾隊は他に陳玉男がアタックの予定だったが高所順応中に滑落死した。

## 遭難

### 5月10日
ロブ・ホールの隊では体の変調のため出発後すぐに引き返したフィッシュベック、約束の時間で登頂を諦めて引き返したスチュアート・ハッチスン、ジョン・タースケ、ルー・カシシケの4人は遭難を免れた。
ベック・ウェザーズは「バルコニー」と呼ばれる場所まで登ったところで視力障害が悪化し、早々に登頂を断念した。しかしロブ・ホール隊長にそこで待つように言われていたために、折り返して戻ってくるホールを待ち続け、下山を開始する時間が遅くなってしまった。結局ホールは遥か上で遭難して戻ってこず、難波と降りてきたホール隊ガイドのマイク・グルームと下山することになった。
スコット・フィッシャー隊の隊長であるフィッシャー自身がタイムリミットを守らず、大幅に超過した3時40分ごろ登頂し、また長時間山頂に留まり時間を費やした。その後、下山中に体調を崩し、標高8400mのバルコニーを下った地点で動けなくなり、同行していたロブサンが救助を求めて先に下山した。また、台湾隊の高銘和も二人のシェルパとともにフィッシャーとほぼ同時刻に登頂した。
ロブ・ホールは大きく遅れた顧客のダグ・ハンセンを待ち頂上に1時間以上留まった上、ハンセンが体調を崩したためガイドのアンディ・ハリスと共にハンセンを助けて南峰付近を下山していたが、ハンセンは滑落、ハリスも遭難してしまい、また彼自身も途中で体調を崩し動けなくなった。
ホール隊ガイドのマイク・グルームとフィッシャー隊ガイドのニール・ベイドルマンとシェルパ2人を含む混成グループ11名は下山中に夜になり、また激しいブリザードに巻き込まれた。そのため下山ルートを見失い、標高7,800mの第4キャンプから200m手前のサウス・コル付近で立ち往生してしまった。ホール隊顧客の難波はフラフラの状態になっており、空になった酸素ボンベを必死に吸うなど判断力も低下し、最後には他隊のガイドであるベイドルマンに引きずられるようになっていた。
彼ら11名は深夜までビバークしていたが、一瞬の雲の切れ目で位置が確認できたため、動ける者が第4キャンプまで戻り、残してきた5人の救援を頼んだ。ロブサンも深夜に第4キャンプまでたどり着き、フィッシャーの救助を求めた。しかし、助けに行ったのはフィッシャー隊ガイドのアナトリ・ブクレーエフだけであった。早めに引き返したため余力を残していたホール隊顧客のスチュアート・ハッチスンは何度か救出のためにテントを出たものの、強風ですぐにテントへ引き返さざるを得ず、両隊のシェルパやアウトドア誌『アウトサイド』からの派遣隊などもいたが、疲弊により救助することはできなかった。同じキャンプにいた南アフリカ隊は救援に行かなかった。ブクレーエフはサウス・コルの5人の元にたどり着いたが、比較的状態の良い自隊の3名の顧客（サンディ・ピットマン、シャーロット・フォックス、ティム・マッドセン）を救助するのが精一杯で、サウス・コルにいたホール隊の難波とベック・ウェザーズ、バルコニー下の稜線にいたフィッシャーはその場にとり残されることとなった。

### 5月11日
朝方、台湾の高銘和登山チームのシェルパが探索に出発し、顔、指、かかとに酷い凍傷を負っていた高銘和と、ロープで繋がれたスコット・フィッシャーを発見した。フィッシャーは虫の息だったため、台湾隊は高銘和を救助して去った。その後フィッシャーは力尽きたと推測される。夕方になりフィッシャー隊のガイドのブクレーエフが1人で救助に向かったが、フィッシャーはすでに凍死していた。
前日登頂を断念して引き返したホール隊のスチュアート・ハッチスンがシェルパとともにキャンプ地から200mの地点に置き去りにされた難波とベック・ウェザーズの元に赴いた。難波とベック・ウェザーズはまだ呼吸していたが刺激に全く無反応だった。医師であるハッチスンは助からないと判断し救助を断念、そのまま第4キャンプに戻った。しかしベック・ウェザーズは数時間後に奇跡的に意識を取り戻した。片腕を挙げた状態で雪の中に倒れていたので片腕はそのまま固まってしまっていた。顔や指に酷い凍傷を負っていたが、何度も転倒を繰り返しながら自力で第4キャンプまで戻った。
朝にロブ・ホールから無線連絡があり、ダグ・ハンセンが凍死したこと、アンティ・ハリスが消息不明になったこと、酸素ボンベの圧力調整弁が凍りつき酸素が吸引できないこと、手足が凍傷にかかり下山困難であることが伝えられた。昼ごろに第4キャンプを経由して国際電話にて妊娠中の妻に最期の別れを伝えるとともに、生まれてくる娘の名前の候補を告げた。夕方まで無線は通じていたが、その後無線は切れてしまった。

### 5月12日
奇跡的に自力で第4キャンプに戻ってきてメンバーを驚かせたベック・ウェザーズであったが、その後低体温症のためにテントの中で何度も意識を失った。その様子を見たメンバーはやはり回復の見込みがないと判断し彼は第4キャンプに置き去りにされることになった。しかし夜が明けてベック・ウェザーズのテントを覗いてみると、彼は起き上がって下山の準備をしていた。その後、救助隊の力を借りて下山を始めた。

## ベック・ウェザーズの救助
ベック・ウェザーズは仲間の助けを得ながら下山を開始したが、ベースキャンプまでの行程は困難を極めた。途中IMAX撮影隊などが交代で救助に加わりながら、標高6,000mまで下山したところで、遭難を知った彼の妻が母国アメリカの大統領に陳情するなどの活動をしたことが実を結び、ヘリコプターで救助されることとなり、生還を果たした。彼は結局右肘の先と左手の指の殆どと鼻、そして両足の一部を凍傷で失った。また、このヘリには高銘和も乗ることになった。高銘和は両手の10本の指と鼻と両足のかかとを凍傷で失った。

## その後
- これとは別にチベットから登頂する北稜ルートでも同時期（5月10日）にインド・チベット国境警察隊 (ITBP) の遭難が発生、3人が頂上付近で死亡している。その際にITBP隊の隊長は、同時期に登峰した福岡チョモランマ峰登山隊（日本人2人、シェルパ3人）が遭難者を視認したにもかかわらず救助せず登頂を優先させたとして非難した。福岡隊はこの批判に抗議し、ITBP隊は当初の説明を取り下げたが、後に出版された本や新聞記事において福岡隊の「見殺し」が事実として書かれる例がある。インド隊の遺体はその場に残され、1人が「グリーンブーツ」と呼ばれていたが、2014年にはその遺体がなくなっており、埋葬されたとみられる[2]。
- この大量遭難の後の5月19日に、チベット側から登っていたオーストリア人が遭難死。5月24日には、ネパール側から登っていた南アフリカ隊の1名が、同じように大幅に予定時間を過ぎた午後5時に登頂した後、下山不能となり死亡した。
- 4月22日に高所性肺水腫で倒れたマウンテン・マッドネス隊のナワン・トプチェ・シェルパは、6月6日にカトマンズの病院で死亡した。このシーズン12人目の死者となった。
  - 死者12人とする記事[1]は、シーズン全員の死者を加えたものである。
- マル・ダフ国際営業公募隊に参加し無酸素登頂を目指したベイカー・グスタフッソンはベック・ウェザース救助のために随伴してC3からC2に下降。この影響もあってか登頂を果たせず、翌年再挑戦し無酸素登頂に成功した。
- スコット・フィッシャー隊のシェルパ頭、ロブサン・ザンブーは最後までフィッシャーに随伴しながらも生還を果たしたが、同年秋に日本人登山家、小西浩文のエベレスト登山に随伴した際に雪崩の直撃を受けて死亡した。
- アナトリ・ブクレーエフは3名を救助したが、ガイドであるにも関わらず、先に登頂して参加者を置いてキャンプに帰ってしまっており、この点を非難する声もある。本人は置き去りにして助けられなかった難波の件を悔いており、翌年現場より難波康子の遺品を回収し家族に手渡した。ブクレーエフはこの遭難事件を書物にまとめ出版した[注釈 8]が、1997年12月にアンナプルナで雪崩に遭い遭難死した。
- アメリカのアウトドア誌『アウトサイド』からの派遣によって参加したジャーナリスト、ジョン・クラカワーは先に登頂に成功し第4キャンプに戻っていたにも関わらず、救助には参加せず批判を浴びた。登頂のために力を使い果たしていたうえ、アンディ・ハリスのバルブ操作ミスによってボンベが空になっていた時間が長く、本人も遭難寸前の状態でキャンプに帰還しており救援活動に参加できる状況になかったと後ほど著書で反論している[3]。実際に消耗からくる感覚の異常のため、自分を追い抜きキャンプに帰還したマーティン・アダムスをアンディ・ハリスと誤認しており、ハリスの所在確認に混乱をきたすきっかけになっている。
- 置き去りにされたが奇跡的に生還したベック・ウェザーズは、深刻な凍傷に苦しんだが後ほど病理医に復職し、またこの遭難の前後を含めたエピソードをまとめた本を出版した[4]。失われた鼻は形成手術で再建された。
- ロブ・ホールの妻は、彼の死後に誕生した女児に、遺言で伝えられた名前をつけた。
- 難波の遺体は翌年シェルパらによって回収され、ベースキャンプで荼毘に付された。
- 難波の参加した隊の遭難は、1997年（米）ロバート・マーコウィッツ（英語版）監督の『エベレスト 死の彷徨（英語版）』で映画化され、難波には大谷朱美が配役され、日本の実業家と紹介されている。
- 映画『エベレスト』の撮影のために入山していたIMAX隊は遭難者救助のために酸素ボンベの半数を提供したが、すでに登頂した隊の残置ボンベを回収し登山を続行、主演のエド・ヴィエスチャーズをはじめとして5人が登頂に成功し物議を醸した。